# Виклик (фільм, 2013)
«Виклик» (англ. The Call) — кримінальний трилер виробництва США 2013 року режисера Бреда Андерсона, що вийшов 2013 року. У головних ролях Геллі Беррі, Ебігейл Бреслін, Моріс Честнат.
Сценаристом був Річард Ді'Овідіо, продюсерами — Бредлі Ґалло, Джеффрі Ґрауп та інші. Вперше фільм продемонстрували 26 лютого 2013 року в США на Жіночому міжнародному кінофестивалі. 
В Україні в кінопрокаті прем'єра фільму відбулась 21 березня 2013 року російською мовою з українськими субтитрами. Переклад та озвученя українською мовою зроблено студією «Цікава ідея» на замовлення Hurtom.com у вересні 2013 року в рамках проєкту «Хочеш кіно українською? Замовляй!».

## Сюжет
Звичайний робочий день, у службу порятунку 911 надходить дзвінок від Лії Темплтон, дівчини-підлітка, у чий будинок увірвався злочинець. Джордан Тернер радить дівчині зберігати спокій і заховатись нагорі, проте зв'язок раптово переривається. Джордан передзвонює Лії, проте слухавку підіймає чоловік і каже «вже зроблено». Через декілька днів у новинах повідомляють, що Лія Темплтон була вбита, після чого у Джордан стається нервовий зрив і вона покидає роботу.
Через півроку Джордан працює в службі порятунку інструктором. У той час надходить дзвінок від викраденої дівчини, оператор-новачок не може впоратись із ситуацією, тому Джордан вирішує втрутитись.

## У ролях
| Актор           | Персонаж                             | Опис                               |
| --------------- | ------------------------------------ | ---------------------------------- |
| Геллі Беррі     | Джордан Тернер (англ. Jordan Turner) | оператор служби порятунку          |
| Ебігейл Бреслін | Кейсі Велсон (англ. Casey Welson)    | викрадена дівчина                  |
| Моріс Честнат   | Пол Філліпс (англ. Paul Phillips)    | офіцер поліції, хлопець Джордан    |
| Майкл Еклунд    | Майкл Фостер (англ. Michael Foster)  | викрадач Кейсі Велсон              |
| Майкл Імперіолі | Алан Денадо (англ. Alan Denado)      | чоловік, якого спалив Майкл Фостер |
| Девід Отонга    | Джейк Деванс (англ. Jake Devans)     | офіцер поліції                     |

## Сприйняття

### Критика
Фільм отримав загалом змішані відгуки: Rotten Tomatoes дав оцінку 40% на основі 100 відгуків від критиків (середня оцінка 5,1/10) і 67% від глядачів із середньою оцінкою 3,7/5 (44,873 голоси). Загалом на сайті фільми має змішаний рейтинг, фільму зарахований «гнилий помідор» від кінокритиків і «попкорн» від глядачів, Internet Movie Database — 6,6/10 (37 692 голоси), Metacritic — 51/100 (22 відгуки критиків) і 6,4/10 від глядачів (82 голоси). Загалом на цьому ресурсі від критиків фільм отримав змішані відгуки, а від глядачів — позитивні.

### Касові збори
Під час показу в США, що почався 15 березня 2013 року, протягом першого тижня фільм показали у 2,507 кінотеатрах і він зібрав $17,118,745, що на той час дозволило йому зайняти 2 місце серед усіх тогочасних прем'єр. Показ тривав 87 днів (12,4 тижня) і завершився 9 червня 2013 року. За цей час фільм зібрав у прокаті в США $51,872,378, а в решті світу $7,066,390, тобто загалом $58,938,768 при бюджеті $13 млн.

### Нагороди і номінації[12]
| Рік  | Нагорода              | Категорія                   | Номінант    | Результат |
| ---- | --------------------- | --------------------------- | ----------- | --------- |
| 2013 | BET Awards            | Найкраща актриса            | Геллі Беррі | Номінація |
| 2013 | Golden Trailer Awards | Найкращий трилер            | фільм       | Номінація |
| 2013 | Teen Choice Awards    | Choice Movie Actress: Drama | Геллі Беррі | Номінація |